# Frita
Frita es un material vítreo obtenido a partir de la fusión a temperaturas elevadas (más de 1500 °C) y un enfriamiento rápido de una combinación de sustancias inorgánicas. Esta combinación estará calculada para evitar la solubilidad de determinados elementos, con lo que conseguimos minimizar su toxicidad, a la vez que reducir el punto de fusión eutéctico de dichos materiales. 

## Proceso de elaboración
Este proceso se denomina comúnmente fritado. Se lleva a cabo en los hornos de fritas, y una vez que la mezcla está fundida, se vierte sobre agua, o con aire, para producir el enfriamiento rápido de dicha masa. Una vez obtenido el vidrio, se procede a su molturación.
En el caso particular de que se realice este proceso con materiales no solubles, es más adecuado el término calcina. Se realiza para rebajar el punto de fusión o bien para estabilizar y purificar los resultados.

## Clasificación de las fritas
Se pueden clasificar según diversos criterios:
- En función de su composición química: boratos, plúmbicas (monosilicato, bisilicatos).

- En función de sus características físicas: opacas, transparentes, craqueladas.

- En función de su punto de fusión.

## Usos
Las fritas pulverizadas y mezcladas con arcilla y determinadas materias primas minerales, en suspensión acuosa, constituyen los esmaltes vidriados utilizados por la industria cerámica y la artesanía.

## Frit Band
La banda con puntos negros que acompaña en la parte superior, inferior y a los lados de los parabrisas de los automóviles es una frita. Esta frita de cerámica horneada en los bordes del vidrio, de modo que la parte exterior del vidrio es diferente al interior del vidrio lo cual permite adherirse el pegamento (uretano) al parabrisas. En tanto la frita que mira hacia el exterior del vehículo proporciona sombra, lo que bloquea el sol y la radiación ultravioleta, protegiendo a los ocupantes del vehículo, porque evita la degradación del pegamento y un eventual desprendimiento del vidrio.